# Шипшевана (Индијана)
Шипшевана (Индијана) (енгл. Shipshewana) град је у америчкој савезној држави Индијана.

## Демографија
По попису из 2010. године број становника је 658, што је 122 (22,8%) становника више него 2000. године.
| Група             | 2000.       | 2010.       |
| Белци             | 521 (97,2%) | 644 (97,9%) |
| Афроамериканци    | 2 (0,4%)    | 1 (0,2%)    |
| Азијати           | 0 (0,0%)    | 1 (0,2%)    |
| Хиспаноамериканци | 6 (1,1%)    | 5 (0,8%)    |
| Укупно            | 536         | 658         |